# Jorge Muñoz de Closets
Jorge Eduardo Muñoz de Closets (Iquique, 28 de septiembre de 1925-¿?) fue un abogado y político chileno, que se desempeñó como ministro de Tierras y Colonización de su país, durante el segundo gobierno del presidente Carlos Ibáñez del Campo entre 1953 y 1954.

## Familia y estudios
Nació en la comuna chilena de Iquique el 28 de septiembre de 1925, hijo de Víctor Muñoz Valdés y Sofía de Closets López. Realizó sus estudios primarios en el Colegio San Bosco y los secundarios en el Liceo de Iquique. Continuó los superiores en la Facultad de Ciencias Sociales y Jurídicas de la Universidad de Chile, titulándose como abogado en 1951, con la tesis Estudio crítico jurisprudencial del título preliminar del Código Civil. Su memoria fue premiada con mención sobresaliente, obteniendo a la vez el premio como mejor egresado de dicha facultad.
Se casó con Liliana Benavides del Villar.

## Carrera pública
Previo a titularse, desde 1948 hasta 1952, ejerció como ayudante de cátedra de derecho civil de la Universidad de Chile. Asimismo, desempeñó su profesión en la Caja de Previsión de Empleados Particulares (Empart).
Bajo la segunda administración del presidente Carlos Ibáñez del Campo, entre 1952 y 1953, actuó como fiscal de la Caja de Colonización Agrícola del Ministerio de Tierras y Colonización. El 15 de junio de ese último año, fue nombrado por Ibáñez del Campo como titular de dicho ministerio de Estado; cargo que ocupó hasta el 7 de enero de 1954.
Fue miembro del Colegio de Abogados de Chile y de la Sociedad Protectora de Animales.